# Oscar Andreas Sandvik
Oscar Andreas Sandvik (* 12. Juli 2004) ist ein norwegischer Skirennläufer.

## Karriere
Sandvik gab sein internationales Renndebüt am 14. Oktober 2020 bei einem Rennen der FIS Entry League in der Oslo Indoor Skiing Arena. Sein erstes internationales Großereignis bestritt er bei den Juniorenweltmeisterschaften 2022 in Panorama Mountain Village. Bis zu diesem Zeitpunkt war er hauptsächlich bei FIS-Rennen in Skandinavien an den Start gegangen.
Bei den Juniorenweltmeisterschaften im darauffolgenden Jahr gewann Sandvik die Bronzemedaille im Riesenslalom hinter dem Franzosen Alban Elezi Cannaferina und dem Finnen Eduard Hallberg. Im Slalom verpasste er als Vierter nur knapp eine weitere Medaille.
Am 18. November 2024 gab Sandvik beim Slalom von Gurgl sein Weltcupdebüt, wobei er jedoch bereits im ersten Durchgang ausschied.
Zu Ende des Winters 2023/24 wurde Sandvik überraschend norwegischer Meister im Slalom, wobei er unter anderem den ehemaligen Weltmeister Sebastian Foss Solevåg besiegte.
Am 24. November 2024 gewann Sandvik beim Slalom von Levi sein erstes Europacuprennen. Im weitern Verlauf gelangen ihm in Baqueira-Beret und Oppdal zwei weiter Siege. Sandvik konnte sowohl die Gesamt- als auch die Slalomwertung für sich entscheiden, wodurch er einen Startplatz für die Weltcupsaison 2025/26 außerhalb des Nationenkontingents erhält.

## Erfolge

### Juniorenweltmeisterschaften
- Panorama 2022: 27. Slalom, DNF Abfahrt, DNF Super-G, DNF Alpine Kombination, DSQ Riesenslalom
- St. Anton 2023: 3. Riesenslalom, 4. Slalom, 11. Abfahrt, DNF Super-G

### Europacup
- Saison 2024/25: 1. Gesamtwertung, 1. Slalomwertung, 3. Riesenslalomwertung
- 9 Podestplätze, davon 3 Siege

| Datum             | Ort            | Land     | Disziplin |
| ----------------- | -------------- | -------- | --------- |
| 24. November 2024 | Levi           | Finnland | Slalom    |
| 7. Februar 2025   | Baqueira-Beret | Spanien  | Slalom    |
| 23. März 2025     | Oppdal         | Norwegen | Slalom    |

### Weitere Erfolge
- Norwegischer Meister im Slalom (2024)
- Bronze bei den norwegischen Meisterschaften im Slalom (2023)
- 9 Siege bei FIS-Rennen